# Chalioides
Chalioides is een geslacht van vlinders van de familie van de zakjesdragers (Psychidae).

## Soorten
- C. ferevitrea Joannis, 1929
- C. nakatomii Seino, 1980
- C. stenocyttara Bourgogne, 1961
- C. sumatrensis (Heylaerts, 1887)
- C. vitrea Swinhoe, 1892